# Nikola Tesla
Nikola Tesla (serbi: Никола Тесла)  (Smiljan, 10 de juliol de 1856 - Nova York, Hell's Kitchen i New Yorker Hotel, 7 de gener de 1943) va ser un enginyer elèctric serbo-estatunidenc.
Nascut el 10 de juliol de 1856 a Smiljan, a la Krajina austrohongaresa (actual Croàcia), es va educar a Graz, on va estudiar enginyeria elèctrica. L'any 1881 es traslladà a Budapest per treballar en una companyia de telègrafs nord-americana. L'any següent es mudà a París per treballar en una de les companyies d'Edison, on va realitzar la seva major aportació: la teoria del corrent altern en electricitat, la qual cosa li va permetre idear el primer motor d'inducció el 1882.
Malgrat els contratemps professionals i socials a què va haver de fer front al llarg de tota la seva vida, Nikola Tesla no va deixar que res li impedís de continuar investigant i, d'aquesta manera, va fer de la necessitat (el treball) virtut. Tot i que no va tenir els diners ni la fama com a rerefons de les seves troballes, la fama li va arribar després de registrar entre 700 i 800 patents amb el seu nom, entre les quals hi ha la ràdio. Així doncs, finalment va ser reconegut com un dels inventors més prolífics del segle XIX-XX, de tal manera que, el 1915, el seu esforç es va veure recompensat amb el premi Nobel de Física, que va haver de compartir amb Edison, un altre gran inventor coetani de Tesla i amb el qual va tenir algun frec a frec. Molts creuen que Tesla no va arribar a acceptar aquest reconeixement, ni els $20.000 que aquest proporcionava, i d'altres que finalment no fou el guardonat. En tot cas, per culpa dels seus principis va viure els darrers anys de la seva vida en una pobresa considerable.

## Biografia

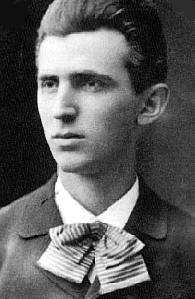
Nikola Tesla de jove

Nikola Tesla va néixer al poble de Smiljan, a la frontera militar (Vojna Krajina) austrohongaresa, el 10 de juliol de 1856. Posteriorment, el 1862 es va traslladar amb la seva família a Gospić on va rebre educació secundària i més tard, el 1870, ell sol va anar a viure a casa de la seva tieta Stanka a Rakovac (avui en dia Karlovac) per acabar els estudis a l'Institut Reial Superior. Hi va estudiar durant tres anys, on, com a curiositat, va rebre classe, entre d'altres, de Martin Sekulić, relativament conegut en matemàtiques i física.
El 1875, va continuar els estudis a la Politècnica de Graz i posteriorment, el 1880, a la Universitat Carolina de Praga on va estudiar enginyeria elèctrica. Al 1881 viatjà a Budapest per treballar en una companyia de telègrafs nord-americana, subsidiària de Thomas Alva Edison. L'any següent es va traslladar a París per treballar com a empleat en una de les companyies d'Edison, on va realitzar la seva aportació més rellevant: la teoria del corrent altern en l'electricitat, cosa que li va permetre idear el primer motor d'inducció el 1882.
El 1884 es va traslladar a Nova York, gràcies a l'oferta de feina que li va fer Edison, que havia reeixit en la industrialització de la bombeta incandescent el 1878 i havia inaugurat el 21 d'octubre de 1879 la primera sèrie de focus en paral·lel que va funcionar 48 hores. Després de l'Exposició Mundial de París el 1881 i de la presentació de la bombeta d'Edison, els nous sistemes d'il·luminació elèctrics van esdevenir l'èxit tecnològic més important del món. L'electricitat podia substituir el vapor per fer funcionar els motors (Edison dissenyà una locomotora i un cotxe elèctrics), i amb el finançament John Pierpoint Morgan, per fundar l'Edison General Electric, basada en els principis moderns de generació i producció de l'electricitat. Estrenà el 1882 la primera planta elèctrica de corrent continu al carrer Pearl de Nova York.
Va crear la seva pròpia companyia el 1886 després de trencar amb Edison a causa de tenir moltes divergències pel que fa a l'eficàcia entre el corrent continu (CC) i el corrent altern (CA) de Tesla. Tenia un laboratori al carrer Houston de Nova York. El 1887 arriba a construir el motor d'inducció de corrent altern. En acabat, sense mitjans econòmics per realitzar totes les seves recerques i invencions, va conèixer George Westinghouse, un científic i empresari adinerat que li va comprar, mitjançant un acord econòmic, les patents de les seves invencions i el va contractar per treballar amb ell als seus laboratoris Westinghouse, on va concebre el sistema polifàsic per desplaçar l'electricitat en llargues distàncies. Entossudit Tesla va mostrar la superioritat del CA sobre el CC d'Edison i es va desenvolupar el que es coneix com a "guerra dels corrents".
El sistema d'Edison, que utilitzava el corrent continu (CC), tenia detractors perquè era poc adequat per a respondre a les noves demandes. El problema del transport era encara més complicat, ja que la transmissió interurbana de grans quantitats de CC en 110 volts era molt costosa i sofria enormes pèrdues per dissipació en forma de calor.
El 1886, George Westinghouse, un empresari ric, però un nouvingut en el negoci elèctric que acabava d'obtenir la patent del transformador de Gaulard i Gibbs, va fundar Westinghouse Electric per a competir amb General Electric d'Edison. El sistema de la primera es va basar en els descobriments i les patents de Nikola Tesla, que va creure apassionadament en la superioritat del corrent altern (CA). El seu argument es basava sobre el fet que les pèrdues en la transmissió d'electricitat depenen del corrent i no del voltatge: a més gran voltatge, menor intensitat i menors pèrdues. I a diferència del CC, el voltatge del CA es pot elevar amb un transformador per ser transportat llargues distàncies amb poques pèrdues en forma de calor. Llavors, abans de proveir els clients d'energia, el voltatge es pot reduir a nivells segurs i econòmics.
Edison era commogut per l'aparició de la tecnologia de Tesla, que amenaçava els seus interessos en un camp que ell mateix havia creat. Edison i Westinghouse es van enfrontar en una batalla de relacions públiques -que els diaris van denominar "la guerra dels corrents"- per determinar quin sistema es convertiria en la tecnologia dominant. Edison va inventar una cadira elèctrica de CA i va electrocutar gossos, gats, cavalls i fins i tot un elefant sobre una post de ferro al zoo de Nova York i va enregistrar la demostració amb cinetoscopi per a demostrar que el corrent altern era perillós a més de car. Aquestes demostracions van horroritzar l'opinió pública, però els responsables del govern que li van encarregar la recerca sobre l'electrocució per a executar persones i poder substituir la forca. Edison va contraatacar Harold P. Brown investigant i desenvolupant la cadira elèctrica. A fi de neutralitzar aquesta iniciativa, Tesla es va exposar a una descàrrega de corrent altern (CA) que va travessar el seu cos sense causar-li cap dany. Davant d'aquesta prova, Edison no va poder fer res i el seu prestigi va ser momentàniament erosionat.
Durant la Fira Mundial de Chicago de 1893, Tesla va tenir la seva gran oportunitat. Quan Westinghouse va presentar un pressupost per la meitat del que demanava General Electric, la il·luminació de la Fira li va ser adjudicada i Tesla va poder exhibir els seus generadors, dinamos i motors de CA.
Més tard, la Niagara Falls Power Company va encarregar a Westinghouse el desenvolupament del seu sistema de transmissió. Va ser el final de la "guerra dels corrents" i els mateixos socis de General Electric es van fer partidaris del CA i J. P. Morgan acomiadà Edison per oposar-s'hi i n'eliminà el nom de la companyia. Al mateix temps Tesla cedia els seus drets per salvar la companyia Westinghouse; el CA acabaria imposant-se arreu del món.
El 1893 va arribar a transmetre energia electromagnètica sense cables, i va construir el primer ràdio transmissor (avançant-se a Guglielmo Marconi). Tesla va presentar la patent corresponent el 1897, dos anys després que Marconi aconseguís la seva primera transmissió de ràdio. No obstant això, Marconi va registrar la seva patent el 10 de novembre de 1900 i va ser rebutjada per ser considerada una còpia de la patent de Tesla. Es va iniciar un litigi entre la companyia de Marconi i Tesla. Després de rebre el testimoni de nombrosos científics destacats, el Tribunal Suprem dels Estats Units d'Amèrica va fallar a favor de Tesla el 1943. Però la majoria dels llibres esmenten Marconi com a inventor de la ràdio.
Al final del segle xix, Tesla va demostrar que usant una xarxa elèctrica ressonant i fent servir el que en aquell temps es coneixia com a "corrent altern d'alta freqüència" (avui es considera de baixa freqüència) només calia un conductor per alimentar un sistema elèctric, sense necessitat d'un altre metall ni un conductor de terra. Tesla va anomenar aquest fenomen la "transmissió d'energia elèctrica a través d'un únic cable sense retorn". Ideà i va dissenyar els circuits elèctrics ressonants formats per una bobina i un condensador, claus de l'emissió i recepció d'ones radioelèctriques amb selectivitat i potència gràcies al fenomen de la ressonància. El que de fet creava i transmetia eren ones electromagnètiques a partir d'alternadors d'alta freqüència solament que no el va aplicar a la transmissió de senyals de ràdio com va fer Marconi sinó a un intent de transmetre energia elèctrica a distància sense usar cables. Tesla va afirmar el 1901: "Fa uns deu anys, vaig reconèixer el fet que per transportar corrents elèctrics en llargues distàncies no era en absolut necessari emprar un cable de retorn, sinó que qualsevol quantitat d'energia podria ser transmesa usant un únic cable. Vaig il·lustrar aquest principi mitjançant nombrosos experiments que, en el seu moment, van generar una atenció considerable entre els homes de ciència."
A la primavera de 1891, Tesla va realitzar demostracions amb diverses màquines davant de l'Institut Americà d'Enginyers Elèctrics a la Universitat de Colúmbia. Va demostrar d'aquesta forma que tot tipus d'aparells podien ser alimentats a través d'un únic cable sense un conductor de retorn. Aquest sistema de transmissió unifilar va ser protegit el 1897 per la patent U.S.0,593,138.

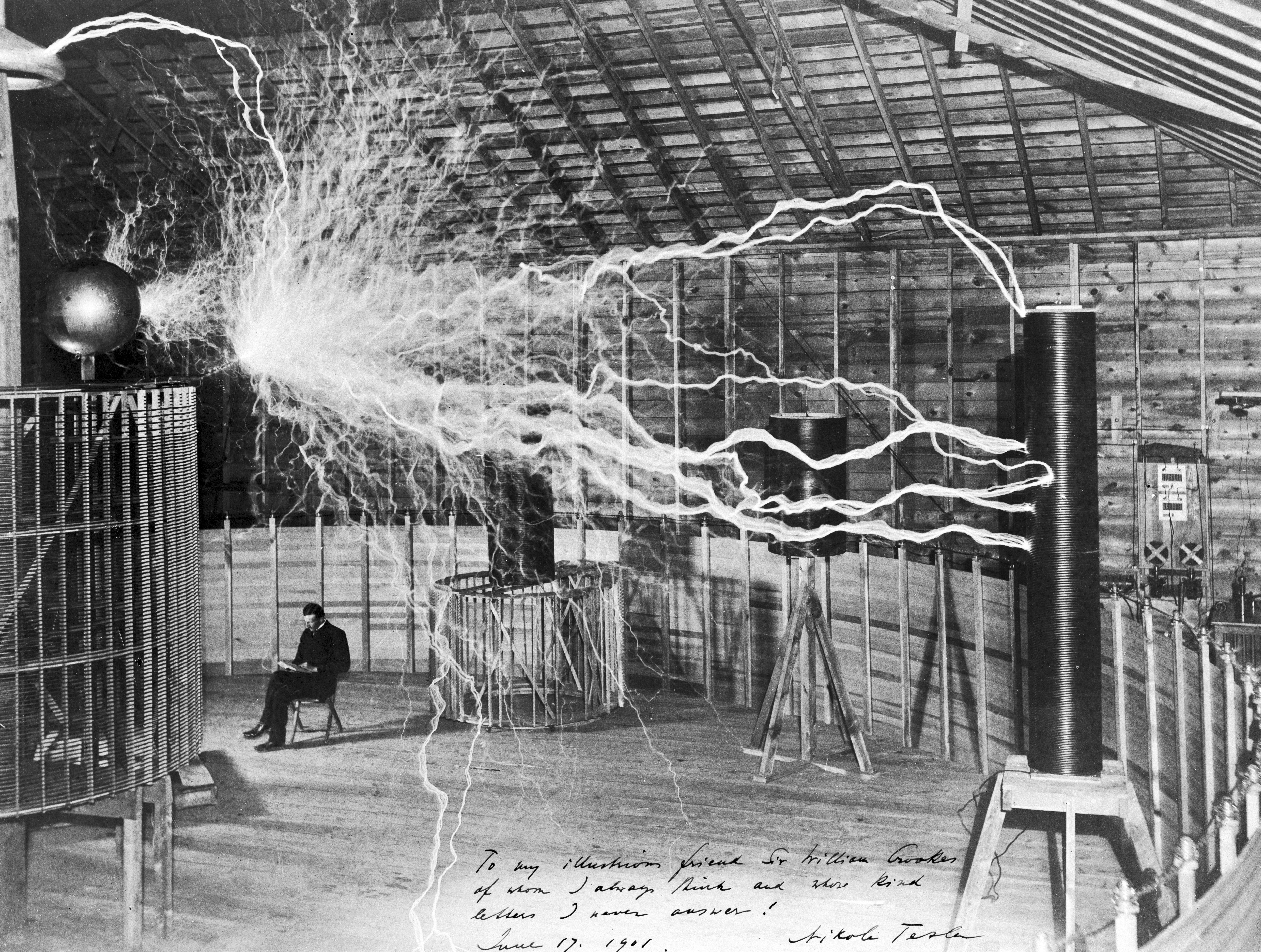
Nikola Tesla al seu laboratori de Colorado Springs pels voltants de 1900

A les cascades del Niàgara es va construir la primera central hidro-elèctrica gràcies als desenvolupaments de Tesla el 1893, aconseguint el 1896 transmetre electricitat a la ciutat de Buffalo (Nova York). Amb el suport financer de George Westinghouse, el corrent altern va substituir al continu. Tesla va ser considerat des de llavors el fundador de la indústria elèctrica.
En 1891 va inventar la bobina que duu el seu nom.
En el seu honor es va dir Tesla a la unitat de mesura del camp magnètic en el Sistema Internacional d'Unitats. El tesla, simbolitzat T, és la unitat derivada del Sistema Internacional per a la inducció magnètica que va ser adoptat a la Conferència General de Pesos i Mesures de París del 1960. Aquesta unitat és utilitzada per definir la intensitat o densitat d'un camp magnètic. Un tesla és igual a un weber per metre quadrat, la seva definició matemàtica és: 1 T = 1 Wb·m−2 = 1 kg·s−2·A−1= 1N·A−1·m−1 = 1 kg·s−1·C−1 Es pot expressar com "newton-segons per coulomb-metre" o com "newton per ampere-metre". 1 tesla és equivalent a: 10,000 gauss (G), unitat utilitzada al sistema CGS i a 10⁹ gammes (γ), utilitzat en Geofísica. El nom de la unitat s'ha d'escriure en minúscules, mentre que el seu símbol s'escriu en majúscula.

### Confiscació dels seus documents, anècdotes i llegendes

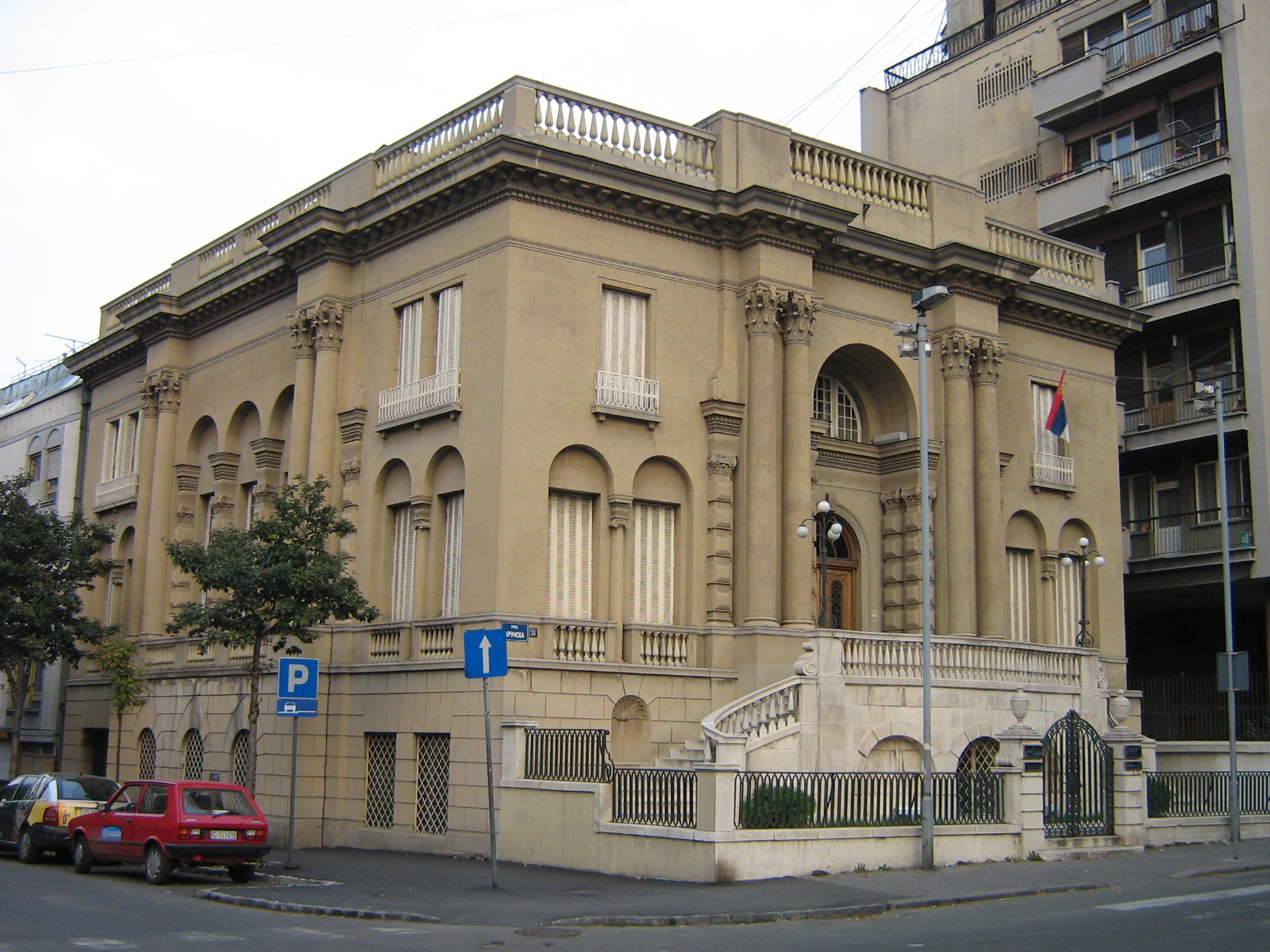
Museu Nikola Tesla a Belgrad

Quan va morir, el Govern dels Estats Units va intervenir tots els documents del seu despatx, en els quals constaven els seus estudis, investigacions i descobriments. Encara no s'han desclassificat els esmentats documents.
Després de la seva defunció, la família de Nikola Tesla va començar amb l'administració americana un llarg procediment judicial, per recuperar els documents de treball i els béns personals de Tesla. Després d'un llarg procés, el seu nebot Sava Kosanovi aconsegueix recuperar, el 1957, l'urna amb les cendres del seu oncle així com una part dels seus treballs. L'urna així com els documents són avui a Belgrad (Sèrbia) al Museu Nikola Tesla.
Tesla era una gran ment per a la ciència. Alguns dels seus estudis ningú no podia desxifrar-los a causa de la seva enorme capacitat inductiva. Per a la majoria dels seus projectes ideava els documents de cap, en tenia prou amb tenir al cap la imatge de l'esmentat objecte sense saber com funcionava, simplement l'elaborava sense saber que podia suposar un gran avenç per a la humanitat. En més d'una ocasió va comentar a la seva família que les seves idees provenien d'unes veus al seu cap, que segons ell, provenien del futur, i gran part dels seus invents eren solament per explicar aquest fenomen. Els descrivia com "dropans", després deia que era una bogeria i acabava el tema. Fou un lector minuciós de la teoria física de Roger Joseph Boscovich.
Nikola Tesla va idear un sistema de transmissió d'electricitat sense fil, de tal manera que l'energia podria ser transportada d'un lloc a un altre mitjançant ones. L'esmentat sistema es basava en la capacitat de la ionosfera per conduir electricitat, la potència es transmetia a una freqüència de 6 Hz amb una enorme torre anomenada Wardenclyffe Tower, per servir-se'n de la ressonància Schumann com a mitjà de transport; se sap avui dia que aquesta era de 7,83 Hz i no de 6, el que explica la gran necessitat de Nikola Tesla d'usar enormes potències per als seus experiments. En els últims anys molts són els que han intentat seguir el seu llegat, però que és una tasca difícil, ja que amb prou feines existeixen o es pot tenir accés a alguns documents.
Se l'ha relacionat més d'una vegada amb l'explosió ocorreguda a Tunguska (Sibèria). Expliquen alguns dels seus biògrafs que li va dir a un amic que anava a fer una expedició a l'Àrtida i que el saludaria amb una làmpada de llum. El mateix dia, el 30 de juny de 1908, quan anava a dur-se a terme l'esmentat avís, es va produir la misteriosa explosió en aquesta zona de Rússia.
És molt coneguda la seva enemistat amb Thomas Edison. Després de treballar diversos mesos millorant els dissenys dels generadors de corrent continu, i mentre li brindava diverses patents que Edison registrava com pròpies, aquest es va negar a pagar-li els 50.000 dòlars que li havia promès si tenia èxit (i usant les millores gratis), adduint que es va tractar d'una "broma americana", i fins i tot es va negar a apujar-li el sou a 25 dòlars a la setmana. Edison va inventar la cadira elèctrica que empra corrent altern (desenvolupada per Tesla) en lloc de corrent continu - de la qual ell era l'impulsor - per a així donar mala fama a la invenció de l'europeu.
Es diu que Nikola Tesla no feia plànols, sinó que ho memoritzava i visualitzava tot. També es diu que només dormia tres hores al dia. Bona part de l'etapa final de la seva vida la va viure absort en el procés judicial que va iniciar pel que fa a la invenció de la ràdio, que es disputava amb Marconi, ja que Tesla havia inventat un dispositiu similar almenys 15 anys abans que ell. En la dècada dels seixanta el Tribunal Suprem dels Estats Units va dictaminar que la patent relativa a la ràdio era legítimament propietat de Tesla, reconeixent-lo legalment, poc abans de la seva mort, com a inventor d'aquesta, si bé això no va transcendir a l'opinió pública, que continua considerant Marconi com el seu inventor.
Segons certs rumors, a mesura que envellia es tornava més i més excèntric; a la fi de la seva vida vivia constantment en hotels, dels quals partia (a la recerca d'un altre de nou) quan no podia pagar els compte exorbitants. Periòdicament convocava a la premsa per a presentar qualcunes de les seves invencions, fins les més excèntriques. Per exemple, va proposar il·luminar part del desert del Sàhara perquè els marcians vegessin que la Terra era habitada i tenia éssers intel·ligents. En els seus darrers anys va viure sol, eixut i desconfiat.
Les llegendes urbanes s'han desenvolupat entorn del personatge, que hauria nascut en una nit de tempesta particularment forta, a més a l'Europa de l'Est (el país dels vampirs), i/o que hauria estat tocat per un llamp, etc.

## Principals invencions
- Des de 1943, Tesla es considera l'inventor de la ràdio sota la patent[11] dipositada al United States Patent and Trademark Office el 20 de març del 1900. Abans d'obtenir la primacia de la invenció, aquesta era atribuïda, equivocadament, a Marconi, més popular i més hàbil com a home de negocis.
- Se li deu el motor elèctric asincrònic, l'alternador polifàsic, el muntatge trifàsic en estrella.
- Nikola Tesla va aconseguir utilitzar la ionització de l'aire per transformar-la en energia elèctrica segons els principis de Volta, Hertz i de Faraday, segons les lleis de la inductància.
- És el principal promotor del transport de l'energia elèctrica en corrent altern.
- El 1889 s'interessa per l'alta freqüència i realitza un generador subministrant a una freqüència de 15 quilohertzs.
- Presenta el 1891, en les exposicions, la seva làmpada d'«alta freqüència» en pastilla de carboni més econòmica que els nostres tubs fluorescents actuals i de la qual, el concepte prefigura el de l'accelerador de partícules o el del microscopi electrònic. A més a més, és en aquesta data quan va presentar les seves primeres bobines que després perfeccionà. Aquestes són uns transformadors que produeixen electricitat mitjançant la força que s'exerceix sobre les partícules carregades elèctricament. Actualment s'apliquen en nombrosos objectes que ens envolten, com ara en una simple bombeta o en els receptors de televisió i de ràdio.
- A partir de 1896, en paral·lel de Branly, efectua experiències de comandament a distància.
- Basant-se en l'excitador de partícules de Hertz, perfeccionà la bobina que porta el seu nom i que constitueix un primer emissor d'ones esmorteïdes.
- Defineix les bases de la televisió-automàtica.[12]
- Concep que es pugui un dia enviar vehicles a centenars de quilòmetres sense que hi hagi tripulació, utilitzant la telegrafia sense fils. Crea dos vaixells robots telecomandats dels quals un és submergible. Les seves patents de 1895 contenen en realitat les especificacions d'un vaixell torpede sense tripulació proveït de sis torpedes de 4,20 metres.
- El 1898 prova un minúscul oscil·lador que lliga a un pilar de forja que travessava un immoble. Allò comporta la vibració de tot l'immoble i el pànic dels seus habitants que creuen que és un terratrèmol. Tesla acaba de demostrar l'efecte de la ressonància: «Aquesta biga no hauria pogut ser destruïda amb porres, ni tan sols amb palanques: amb l'oscil·lador n'hi ha hagut prou d'una ràfega de petits cops que, fets de manera separada, no haurien fet mal a una mosca». Aquest fenomen té també aplicacions en electricitat.
- Va continuar experimentant amb gegantins ressonadors a alta freqüència de 1899 a 1900 a Colorado Springs, en vista de la construcció d'una torre de telecomunicació a Wardenclyffe (Shoreham) Long Island.
- Tesla descobreix el principi de la reflexió de les ones sobre els objectes el 1900; estudia i publica, malgrat problemes financers, les bases del que es farà gairebé tres decennis més tard: el radar.
- Tesla ha escrit, a més a més, la seva teoria sobre les armes a energia dirigida abans del començament del Segle XX, el seu famós «Raig de la mort».

## Distincions

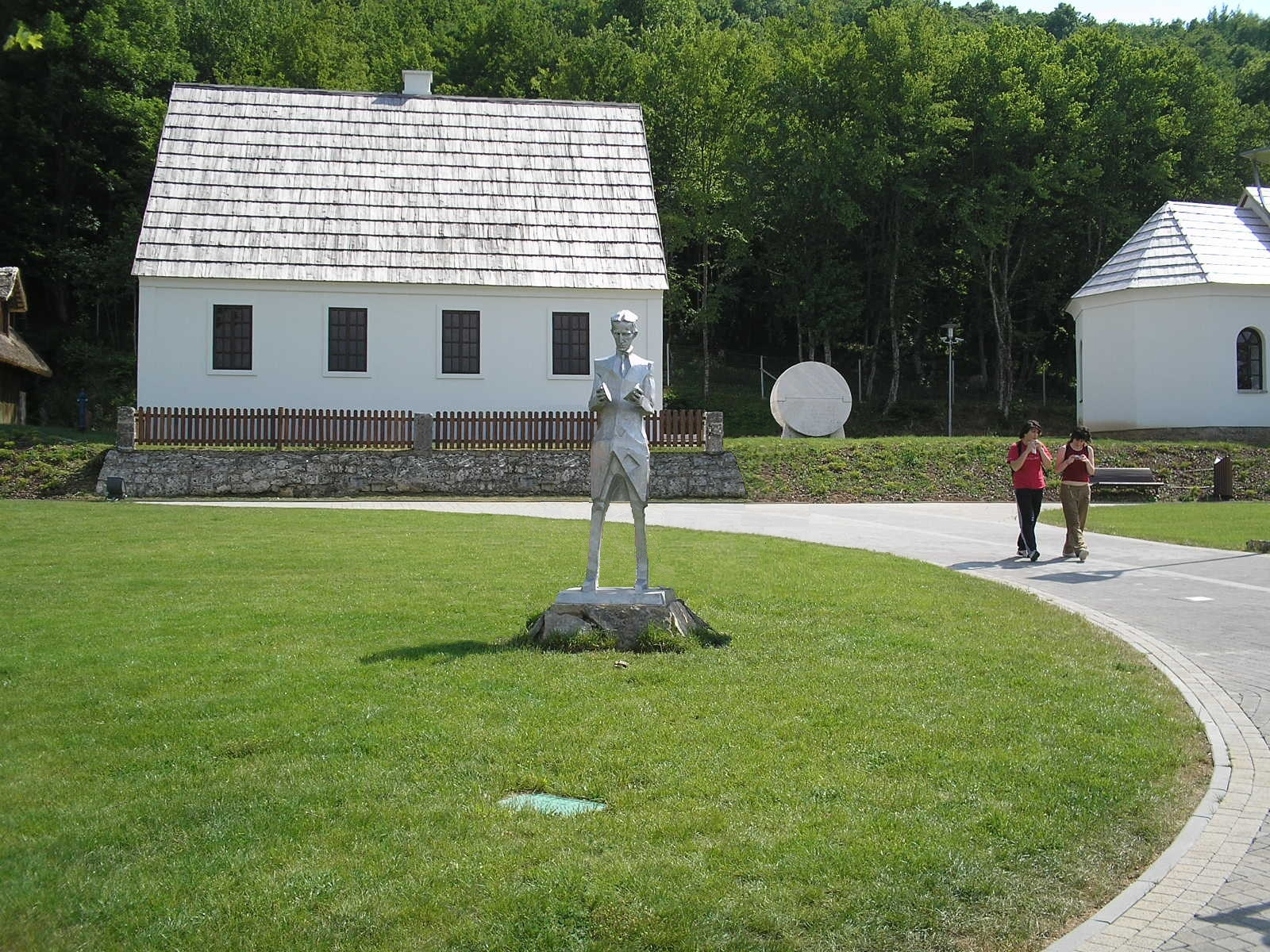
Estatua de Nikola Tesla en el seu poble natal de Similjan

- Autor de més de 700 patents[13] tractant de nous mètodes per abordar la conversió de l'energia, recipiendari de catorze doctorats de les universitats del món sencer i dominant 12 llengües.
- 6 de novembre del 1915, la primera pàgina del New York Times anuncia que els pròxims llorejats del Premi Nobel de física són Edison i Tesla. Aquesta notícia prové de l'agència Reuters de Londres. El 14 de novembre, l'arregla Reuters d'Estocolm negant la informació, amb la rectificació de què els llorejats seran William Henry Bragg i el seu fill William Lawrence Bragg per la determinació de les estructures cristal·lines pels raigs X (difracció). L'afer romandrà un misteri.
- El 1917, rep la medalla Edison de l'American Institute of Electrical Engineers.
- Obté la medalla John Scott el 1934, una recompensa atribuïda a científics des de 1816. Marconi l'havia obtinguda el 1931 i Edison el 1889 i 1929.
- El seu nom es va donar el 1956 à la unitat d'inducció magnètica: el tesla.

## Tesla en la cultura popular

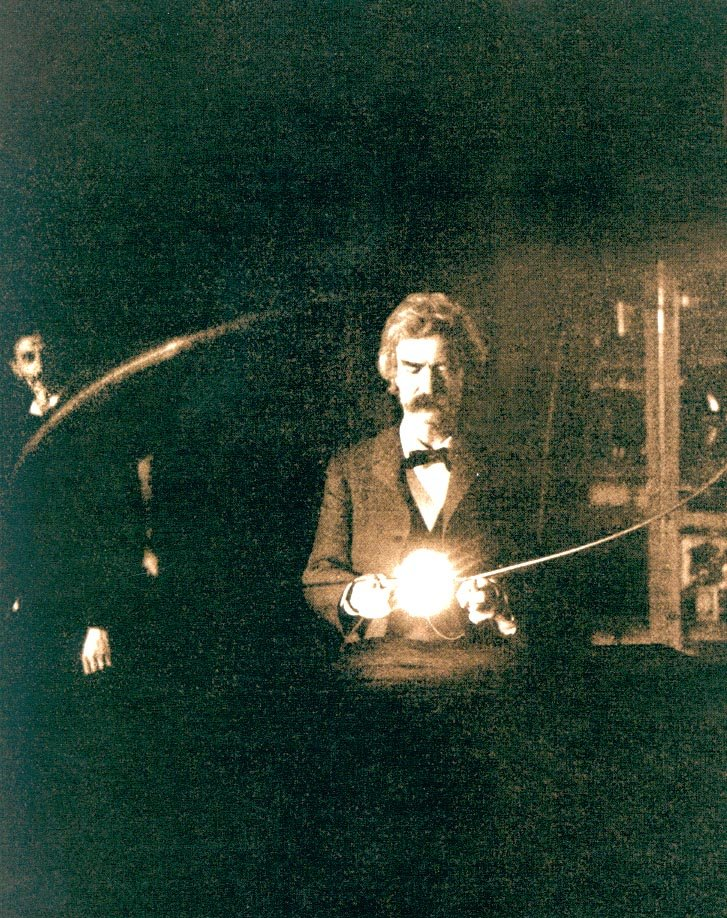
Mark Twain en el laboratori de Nikola Tesla

A la seva novel·la El Prestigi, Christopher Priest, autor anglès contemporani, utilitza el personatge de Tesla convertint-lo en inventor d'un enginyós aparell elèctric utilitzat per un dels il·lusionistes que protagonitzen la història.
Aquesta novel·la va ser adaptada per al cinema per Christopher Nolan. En l'adaptació (el títol original del qual és The Prestige [2006]), el personatge de Tesla és interpretat per David Bowie.
A la novel·la Hyperion de Dan Simmons s'esmenten al primer capítol els arbres Tesla, que emmagatzemen electricitat i l'alliberen en forma de tempestes.
El 1984 es va crear a Sacramento, Califòrnia, Estats Units, un grup musical anomenat Tesla, que va derivar el seu nom, alguns títols d'àlbums i cançons i alguns continguts de cançons d'esdeveniments relacionats amb l'inventor.
El grup valencià Orxata Sound System, de música electrònica, dedica una cançó a Tesla titulada amb el nom de l'inventor que s'insereix al seu disc "2.0".
El duo nord-americà The Handsome Family al seu disc "The last days of wonder" té una cançó sobre Tesla: "Tesla's Hotel Room", que fa referència justament a la seva afició pels hotels, a la seva relació amb Edison i Westinghouse, a les circumstàncies de la seva mort i a les seves enormes contribucions a la ciència.
Al curtmetratge Cafè i cigarrets, un curiós experiment fílmic del director Jim Jarmusch, Meg i Jack White (del grup White Stripes) comenten els descobriments de manera icònica de l'inventor Nikola Tesla principalment, l'inclouen en altres seqüències del film.
A la novel·la El palau de la Lluna de Paul Auster, el vell Effing explica com el va marcar l'enginy de Nikola Tesla i esmenta l'enemistat amb Edison.
Starset té una cançó anomenada "My Demons" en la qual l'esmentat Nikola Tesla apareix al videoclip.
Al videojoc Lara Croft Tomb Raider: Legend, la protagonista ha de fer funcionar el sistema de transmissió d'electricitat sense fils ideat per Tesla.
Al videojoc Command & Conquer: Red Alert apareix un sistema de defensa anomenat "Tesla Coil", igual a l'invent que el científic feia servir per investigar fenòmens electromagnètics, però en el joc consisteix en una torre capaç d'emetre un raig elèctric molt potent per destruir enemics, i també "Tesla Troopers" dotats amb armes llança-raigs.
També al videojoc Return to Castle Wolfenstein als Laboratoris X s'utilitza en gran quantitat tecnologia Tesla aplicant-se des de la seguretat de portes fins a la producció d'energia local. Al final d'aquesta etapa a més apareix una arma Tesla capaç de llançar raigs de corrent cap a l'enemic en grans distàncies. Semblant a aquesta arma, és la "Grapa Tesla" del videojoc Ratchet and Clank, un guant que acaba en unes tenalles, les quals llancen raigs elèctrics. Ratchet l'usa no solament per abatre enemics, sinó també per accionar diferents dispositius, com el d'obrir una porta, a distància.
En el videojoc Fallout 3 apareix el seu nom als llibres "Nikola Tesla i tu" els quals serveixen per obtenir punts extra en l'habilitat d'armes d'energia com el rifle de plasma o la pistola làser. També apareixen servo-armadures amb el nom d'"Armadura Tesla" que potencien l'ús d'aquest tipus d'armes.
Orchestral Manoeuvres in the Dark va treure el 1984 una cançó titulada Tesla Girls basada en l'inventor.
En el capítol de la sèrie House titulat "Elegits per a la glòria" (el segon capítol de la quarta temporada), apareix escrit "Tesla was robbed" (Han robat en Tesla) a la pissarra de l'aula que utilitza per a la selecció dels candidats a fer part del seu nou equip. L'esmentada inscripció es pot veure diverses vegades al llarg de l'episodi.
Apareix esmentat a la novel·la "El món perdut", de Michael Crichton, on s'enumeren alguns tecnomites, entre els quals hi havia el que esmentava que Nikola Tesla podria haver descobert una increïble font d'energia.
Tesla ha aparegut igualment com un dels primers enemics del superheroi Superman al paper d'un científic boig utilitzant un raig de la mort.
En la sèrie TV Eureka, l'institut de la petita ciutat porta el nom de Tesla, i el raig de la mort es menciona sovint (principalment per Commutador Carter) o utilitzat en aquesta mateixa sèrie.
Al còmic Rasl de Jeff Smith, es fa referència constantment a Nikola Tesla. El protagonista és capaç de viatjar entre universos paral·lels utilitzant un aparell basat en les teories de Tesla. Durant bona part de la història s'explica a grans trets la vida de Tesla i s'anomena entre altres fets, la guerra amb Edison o l'explosió a Tunguska. Un element clau dins el còmic són els documents perduts de Tesla.
L'escriptor francès Jean Echenoz publica el 2010 la novela de ficció Des éclairs basada en la vida, obra i destí de Nikola Tesla.

## Obres literàries
Tesla va escriure diversos llibres i articles per a revistes i diaris científics. Entre els seus llibres destaquen My Inventions: The Autobiography of Nikola Tesla, recopilat i editat per Ben Johnston el 1983 a partir d'una sèrie d'articles de revista escrits per Tesla el 1919 i reeditats el 1977. Aquesta obra s'ha publicat en català per Veles i Vents Edicions al 2025 amb el títol Els meus invents, traduïda per Ferran Ràfols Gesa. També destaca The Fantastic Inventions of Nikola Tesla (1993), recopilat i editat per David Hatcher Childress; i The Tesla Papers.
Molts dels escrits de Tesla estan disponibles gratuïtament en línia, incloent-hi l'article "The Problem of Increasing Human Energy", publicat a The Century Magazine l'any 1900, i l'article "Experiments with Alternate Currents of High Potential and High Frequency", publicat en el seu llibre Inventions, Researches and Writings of Nikola Tesla.